# ポート・フリップ
ポート・フリップ （英語: Porto flip）はポートワインとブランデー、卵黄を使用したカクテルである。

## 由来
ポート・フリップの発祥は定かではないが、19世紀にさかのぼると考えられている。ポートはポルトガル産のポートワインを意味し、フリップは「泡」「泡だった」ことを表している。
フリップはカクテルのスタイルの一種で、卵と甘味料を加えてシェイクしたカクテルの総称（カクテル#カクテルのスタイル参照）であるが、元々はラム酒、ビール、砂糖を混ぜて、熱した鉄棒を入れて加熱することで泡立たせていた。
現行のレシピは、バーテンダーのジェリー・トーマスが1862年に上梓した『The Bartender's Guide：How to Mix Drinks; Bon Vivant’s Companion（バーテンダーガイド、カクテルの作り方、美食家の友）』が確認できる最も古い文献である。
「コーヒー カクテル」という名称であるが、使用されている材料ではなく、その外観から名付けられている。

## レシピの例
国際バーテンダー協会のレシピを以下に記す。
材料
- ブランデー - 15ml
- ポートワイン（赤） - 45ml
- 卵黄 - 10ml

作り方
1. 氷と共に全ての材料をよくシェイクし、カクテルグラスに注ぐ。
2. ナツメグ粉を振りかける。